# Royale Union Saint-Gilloise
Royale Union Saint-Gilloise belgijski je nogometni klub iz Saint-Gillesa, općine Bruxellesa. Trenutačno se natječe u Belgijskoj Pro League.

## Klupski uspjesi

### Domaći
- Belgijska Prva divizija
  - Prvak (12): 1903./04., 1904./05., 1905./06., 1906./07., 1908./09., 1909./10., 1912./13., 1922./23., 1932./33., 1933./34., 1934./35., 2024./25.
  - Doprvak (10): 1902./03., 1907./08., 1911./12., 1913./14., 1919./20., 1920./21., 1921./22., 1923./24., 2021./22., 2023./24.

- Belgijska Druga divizija/Challenger Pro League
  - Prvak (4): 1900./1901., 1950./1951., 1963./64., 2020./21.
  - Finalist (1): 1967./68.
- Belgijska Treća divizija A
  - Prvak (2): 1975./76., 1983./84.
- Belgijska Treća divizija B
  - Prvak (1): 2003./04.
- Belgijska Četvrta divizija
  - Prvak (1): 1982./83.
- Belgijski nogometni kup
  - Osvajač (3): 1912./13., 1913./14., 2023./24.
- Trofej Jules Pappaert
  - Osvajač (3): 1956., 1976., 2021.

### Europski
- Challenge International du Nord
  - Osvajač (3): 1904., 1905., 1907.
  - Finalist (1): 1908.
- Coupe Van der Straeten Ponthoz
  - Osvajač (3): 1905., 1906., 1907.
  - Finalist (1): 1904.
- Coupe Jean Dupuich
  - Osvajač (4): 1912., 1913., 1914., 1925.
  - Finalist (1): 1908.

## Vanjske poveznice
- Službena web-stranica